# Exoprosopa bulteri
Exoprosopa bulteri är en tvåvingeart som beskrevs av Johnson 1958. Exoprosopa bulteri ingår i släktet Exoprosopa och familjen svävflugor. Inga underarter finns listade i Catalogue of Life.